# Okarche
Okarche és un poble dels Estats Units a l'estat d'Oklahoma. Segons el cens del 2000 tenia 1.110 habitants.

## Demografia
Segons el cens del 2000, Okarche tenia 1.110 habitants, 454 habitatges, i 316 famílies. La densitat de població era de 579,2 habitants per km².
Dels 454 habitatges en un 32,2% hi vivien nens de menys de 18 anys, en un 56,6% hi vivien parelles casades, en un 9,3% dones solteres, i en un 30,2% no eren unitats familiars. En el 28,6% dels habitatges hi vivien persones soles el 12,8% de les quals corresponia a persones de 65 anys o més que vivien soles. El nombre mitjà de persones vivint en cada habitatge era de 2,44 i el nombre mitjà de persones que vivien en cada família era de 3.
Per edats la població es repartia de la següent manera: un 26,4% tenia menys de 18 anys, un 7,8% entre 18 i 24, un 25,9% entre 25 i 44, un 24,1% de 45 a 60 i un 15,8% 65 anys o més.
L'edat mediana era de 39 anys. Per cada 100 dones de 18 o més anys hi havia 91,3 homes.
La renda mediana per habitatge era de 38.750 $ i la renda mediana per família de 46.875 $. Els homes tenien una renda mediana de 32.120 $ mentre que les dones 21.810 $. La renda per capita de la població era de 20.460 $. Entorn del 3% de les famílies i el 4,4% de la població estaven per davall del llindar de pobresa.

## Poblacions més properes
El següent diagrama mostra les poblacions més properes.